# Kwaito

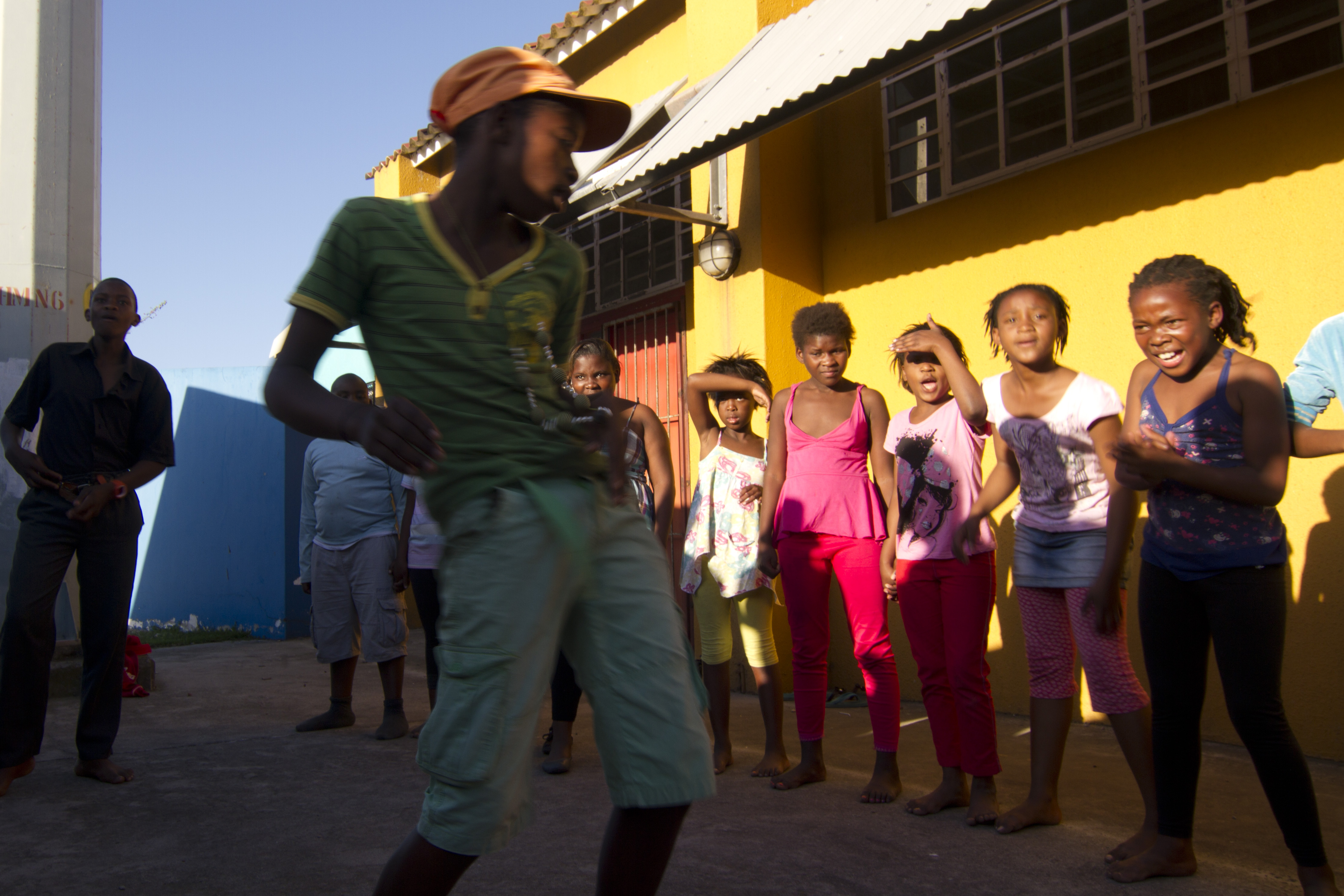
Kwaito-Tanz

Kwaito ist der Name einer in den 1990er Jahren entstandenen südafrikanischen Musikszene bzw. Stilrichtung, die vor allem bei schwarzen Jugendlichen populär ist. Die Musik basiert auf verlangsamten House-Beats und -Akkorden, dazu kommt ein Gesang oder Sprechgesang in isiZulu, Sesotho, Tsotsitaal (bzw. Iscamtho) oder anderen Sprachen oder Soziolekten. Auch in Namibia gibt es Kwaito-Musiker.

## Etymologie
Die Namensherkunft ist nicht sicher geklärt: Entweder ist es eine Zusammensetzung aus Kwaai (Afrikaans für: Cool sein, Wut oder Energie) und To für die Townships, oder eine Anspielung auf die Amakwaitos-Gang aus den Townships südwestlich von Johannesburg – dem späteren Soweto – in den 1950er Jahren.

## Ursprünge
Die Frage nach den Ursprüngen und insbesondere inwieweit Kwaito eine Form des Hip-Hop ist, ist umstritten. Dancehall/Ragga und Rhythm and Blues werden oft als wesentliche zusätzliche Einflüsse gesehen. Besonders Musiker und Fans betonen aber auch die Eigenständigkeit des Genres und verweisen auf die Wurzeln insbesondere im Mpantsula, ein Lebens- und Musikstil, der sich bereits in den 1950er Jahren bildete. Er war ähnlich wie Hip-Hop gleichzeitig Musik, Tanz und Lebensstil und wurde ebenfalls stark von den damaligen Gangs beeinflusst. Als weitere Einflüsse und Stilmittel werden genannt: Bubblegum (eine Variante der Mbaqanga-Musik), Kwela und die südafrikanische Variante der Gospel-Musik, Isicathamiya.
Die beiden Johannesburger DJs Oskido und Christos spielten House-Musik auf etwa 110 bpm verlangsamt ab. Der Erfolg brachte sie dazu, das Label Kalawa Jazmee Records zu gründen. 1996 kritisierte Präsident Nelson Mandela (African National Congress, ANC) einige Kwaito-Texte. Nach einem Treffen mit Oskido unter Schirmherrschaft der ANC Youth League verbesserte sich das Verhältnis. In der Folge wurde Kwaito vermehrt auf Kundgebungen des ANC gespielt.

## Stil
Innerhalb der Kwaito-Szene ist die Abgrenzung zum Hip-Hop ein wichtiges Thema. Typische Szene-Kleidung sind der Spotti-Hut (ein weicher Sonnenhut) und die All Stars-Schuhe: ursprünglich von der US-Marke Converse hergestellt, aber mittlerweile oft von südafrikanischen Firmen imitiert. Wichtige Medien sind der 1997 gegründete Radiosender YFM aus Johannesburg, das südafrikanische Musikmagazin Rage (deutsch: „Wut“) als Szenemedium und die von 1999 bis 2004 ausgestrahlte Fernsehserie Yizo Yizo, die maßgeblich an der populären Verbreitung des Genres beteiligt waren.
Als Grundlage dient üblicherweise vorproduzierte Begleitmusik, zu der das Stück aufgeführt wird. Kwaito wird als „sowohl stampfend, aufpeitschend als auch verhalten und zurückgelehnt“ charakterisiert.
Die zu Kwaito gezeigten Tänze werden als offen sexuell beschrieben, Frauen oft als Objekte dargestellt. Viele Texte handeln von Sex, Geld und Gewalt; oft sind sie frauenfeindlich. Zugleich sind sie meist apolitisch. Nur wenige Kwaito-Musiker sind Frauen.

## Sprache
Die Sprache der Kwaito-Musiker ist so vielfältig wie die Sprachen Südafrikas. Die Texte von Mdu oder Arthur sind beispielsweise in Englisch – ansonsten im Kwaito unüblich –, Afrikaans oder isiXhosa. Einige der Kwaito-Musiker nutzen auch die Sprache ihrer Townships, die quasi ein Dialekt der Sprache, aber für Außenstehende schwer verständlich sind.

## Sozialer Hintergrund
Die Musik ist Symbol für die Veränderungen zwischen den Apartheid- und Post-Apartheid-Generationen. Ein prominentes Beispiel dafür ist ein 1995 veröffentlichtes Stück des Kwaito-Musikers Arthur, das den Titel Kaffir (deutsch: „Kaffer“) trägt – eine südafrikanische Bezeichnung für Schwarze, die ähnlich negative Konnotationen hat wie das Wort nigger. Der provokante Titel zusammen mit dem auf Englisch gesungenen Don’t call me Kaffir! war Ausdruck des neuen schwarzen Selbstbewusstseins. Obwohl einige Radiosender sie boykottierten, wurde die Platte mit einer Verkaufszahl von über 150.000 zu einem Hit. Andere Merkmale, in denen sich eine offensive Haltung gegenüber der ehemaligen Apartheid-Politik äußert: Der typische Spotti-Hut wurde ursprünglich vor allem bei der englischen Sportart Cricket getragen, der Township-Slang Tsotsitaal enthält zahlreiche Merkmale des früher bei vielen Schwarzen verhassten Afrikaans.
Die Musik war um 2010 die populärste Musikrichtung Südafrikas. Sie wird vor allem von schwarzen Jugendlichen gehört, die die mit Abstand größte Bevölkerungsgruppe bilden. Bisher ist Kwaito vor allem die Musik der Schwarzen. Weiße Jugendliche werden unter anderem dadurch aus der Szene ausgeschlossen, dass diese in Südafrika fast nur Englisch oder Afrikaans sprechen. Einige Jahre nach der Jahrtausendwende entwickelte sich auch der erste weiße Star des Kwaito, Lekgoa.

## Bekannte Kwaito-Musiker
Zu den bekanntesten Kwaito-Künstlern zählen
- aus Südafrika: Mandoza, Mdu, TKZee, Mekonko, Thembi, Bongo Maffin (mit der Sängerin Thandiswa Mazwai, auch solo), Mafikizolo, Zola, Brenda Fassie, Alaska, Heavy K und Mzambiya
- aus Namibia: The Dogg, Gazza und Ees.

### Sampler
- Mzansi Music – Young Urban South Africa, Trikont, Songs von Mandoza, Bongo Maffin, Mafikizolo, Zola, Mzekezeke, Brown, Mapaputsi, BOP, Revolution und anderen

2006 erschienen drei Kompilationen, die einen Querschnitt des Kwaito liefern:
- Kwaito Classics Vol. 1 – the Early 90’s (CCP Records, EMI SA)
- Kwaito Classics Vol. 2 – the Late 90’s (CCP Records, EMI SA)
- Kwaito (CCP Records, EMI SA)

### Beispiele für stiltypische Stücke
- Trompies: Magasman
- Kabelo: Pantsula 4 Life
- Mafikizolo: The Journey